# ألكسندر ني
ألكسندر ني (بالإنجليزية: Alexander Ney) هو رسام وفنان أمريكي، ولد في 27 سبتمبر 1939 في سانت بطرسبرغ في روسيا.

## وصلات خارجية
- ألكسندر ني على موقع IMDb (الإنجليزية)